# ویتبی (ویرجینیای غربی)
ویتبی (به انگلیسی: Whitby) یک منطقهٔ مسکونی در ایالات متحده آمریکا است که در شهرستان رالی، ویرجینیای غربی واقع شده‌است.